# Star Trek : Le Mal caché
Star Trek : Le Mal caché (en anglais Star Trek: Hidden Evil) est un jeu vidéo de tir à la troisième personne sorti en 1999 sur PC. Il a été développé par Presto Studios et édité par Activision. Le jeu est une suite éventuelle du film Star Trek : Insurrection, le 9e film de la saga Star Trek.

## Synopsis
Plongé dans le sillage des événements suivants de Star Trek : Insurrection, le joueur est mêlé à un complot visant à exploiter les pouvoirs destructeurs d'une semence génétique convoitée. Le joueur doit engager des personnages et déjouer les plans de ses adversaires dans une série de missions.

## Fiche technique
On retrouve dans le jeu les voix des acteurs Patrick Stewart alias Capitaine Jean-Luc Picard et Brent Spiner alias Data de la sérieStar Trek : La Nouvelle Génération.

## Accueil
- GameSpot : 4,5/10[1]
- IGN : 4/10[2]